# エフゲニー・シェチニン
エフゲニー・シェチニン(Evgueni Chtchetinine, 1970年2月1日 - )は、ベラルーシ代表卓球選手。身長172cm, 体重65kg。チチェチニン、シチェニン、チチェニンとも表記される。

## 略歴
ミンスク生まれ。1990年のヨーロッパ選手権にて代表デビューを果たす。その後、2000年にリオデジャネイロで開催されたブラジルオープンの男子ダブルスでベスト8に入った以外に目立った成績は無かったが、2003年にイタリアのクールマイユールで開催されたヨーロッパ選手権の団体戦では、準決勝と決勝で、それぞれカット打ちを得意とするホーカンソン(スウェーデン)、ロスコフ(ドイツ)を下してベラルーシのヨーロッパ選手権初優勝に貢献している。
また、同大会では陳衛星とコンビを組んだダブルスで優勝。
シングルスでもベスト8という好成績を残している。
2008年には地元開催となったミンスクでのベラルーシオープンのシングルスでベスト4、団体で準優勝し、ロシアのサンクトペテルブルクで開催されたヨーロッパ選手権でも団体で準優勝している。
オリンピックには1996年のアトランタオリンピックと2000年のシドニーオリンピックの2回出場している。

## プレースタイル
広い守備範囲を誇り、ひたすらブツ切れのカットを送り込んで相手をねじ伏せる。
ドライブの使用頻度は低い。

## 主な戦績
- 1990年
  - ヨーロッパ選手権イェーテボリ大会 男子ダブルス ベスト8
- 1998年
  - ヨーロッパ選手権アイントホーフェン大会 混合ダブルス ベスト4
- 2000年
  - ITTFプロツアー・ブラジルオープン 男子ダブルス ベスト8
- 2003年
  - ヨーロッパ選手権クールマイユール大会 男子シングルス ベスト8、男子ダブルス優勝（陳衛星と）、男子団体優勝
- 2008年
  - ITTFプロツアー・ベラルーシオープン 男子シングルス ベスト4、男子団体準優勝
  - ヨーロッパ選手権サンクトペテルブルク大会 男子団体準優勝